# علوم اجتماعية بيئية

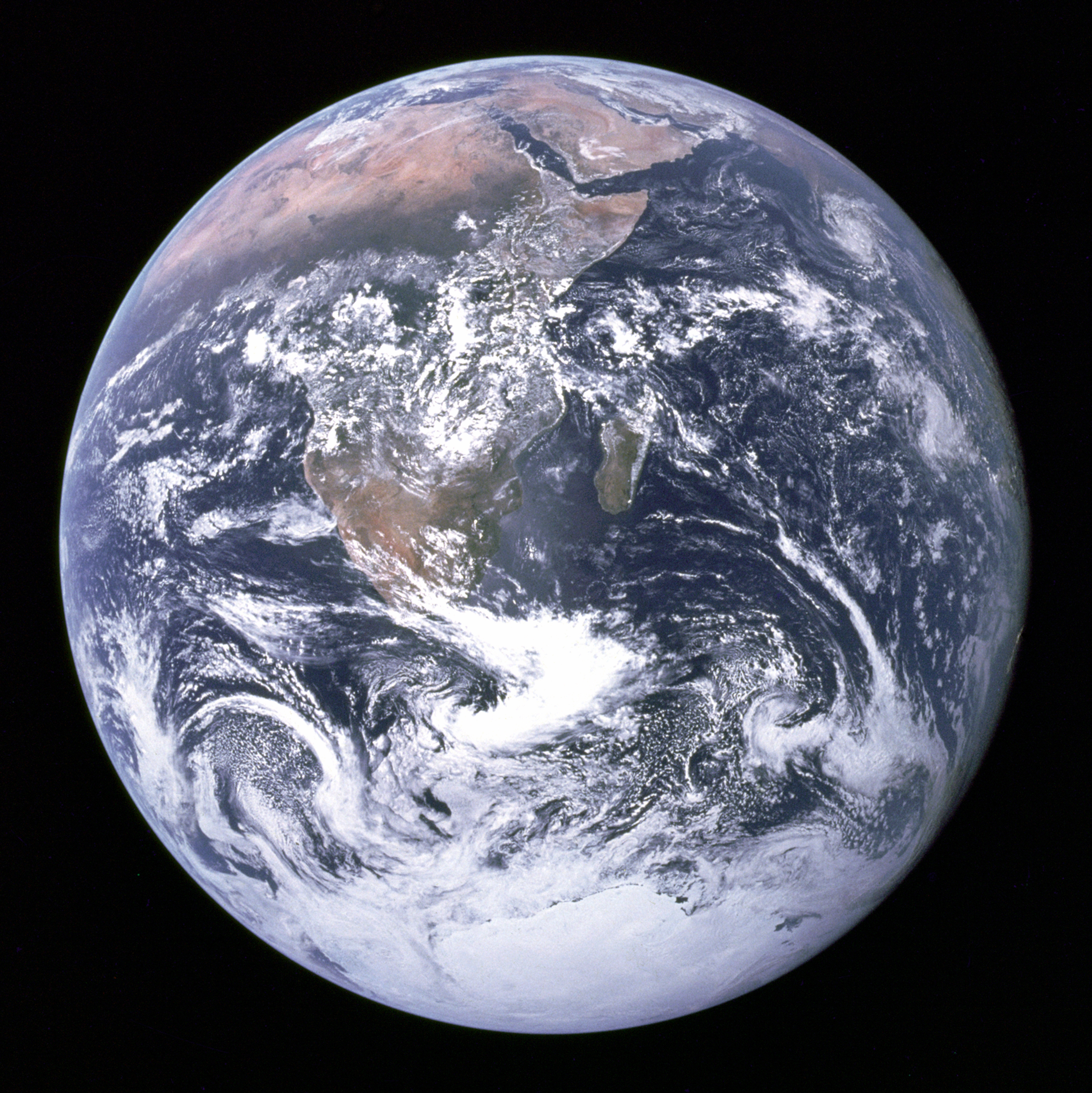

العلوم الاجتماعية البيئية هي الدراسة الواسعة متعددة التخصصات للعلاقات بين البشر والبيئة الطبيعية. يعمل علماء البيئة الاجتماعيون داخل مجالات الأنثروبولوجيا، ودراسات الاتصال، والاقتصاد، والجغرافيا، والتاريخ، والعلوم السياسية، وعلم النفس، وعلم الاجتماع، وفيما بينها. وكذلك في مجالات متعددة التخصصات من الدراسات البيئية، والبيئة البشرية والإيكولوجيا السياسية، وعلم الأوبئة الاجتماعية، وغيرها.

## الأيديولوجيات والمجالات والمفاهيم
تهدف الأيديولوجيات والمجالات والمفاهيم في العلوم الاجتماعية البيئية لتقديم القضايا البيئية على أنها قضايا متشابكة مع العلاقات المجتمعية والمؤسسات والأنشطة البشرية التي تُشكِّل البيئة باستمرار أو التي تتشكل بفعل البيئة بحد ذاتها. فعلى سبيل المثال، يقوم علم البيئة السياسية على فرضية أن البيئة ليست «غير سياسية»، لذا تُصاغ طريقة إدارة توزيع الموارد البيئية من خلال الهياكل السياسية والعلاقات السلطوية والمؤسسات الاقتصادية والعمليات الاجتماعية التي تتمتع بحق الوصول إلى البيئة. يعبر بول روبينز عن هذا في تصنيفه «البيئات غير السياسية ضد البيئات السياسية». وفقًا لما ورد عن روبينز فإن البيئة السياسية تشدد على تحديد «نُظُم أوسع نطاقًا عوضًا عن إلقاء اللوم على القوى القريبة والمحلية، باللجوء لاعتبار النظم البيئية على أنها مُثقلة بالسلطة بدلًا من اعتبارها خاملة سياسيًا، واّتباع نهج معياري صريح عوضًا عن نهج يدّعي موضوعية عدم الاكتراث». تنعكس العلاقات البيئية البشرية من خلال «النظام» (السياسة والاقتصاد وعلاقات القوى) الذي يتحرك عبر شبكة كاملة من العلاقات الإنسانية والبُنى المتشابكة في العلاقات البيئية.
بناءً على ذلك، يشدد علماء البيئة الاجتماعيون على العلاقات البشرية البيئية. برزت فكرة أخرى في مجال العلوم الاجتماعية البيئية في ضوء هذا الأمر، وهي فكرة «العدالة البيئية» التي تربط قضايا في مجال العدالة الاجتماعية بالقضايا المتعلقة بالبيئة. وفي وصف العدالة البيئية، تتضمن المفاهيم التي أكد عليها شورمان ويميت وكوبنينا «المساواة في العدالة وقضايا الحقوق فيما يتعلق بالجهات الفاعلة الاجتماعية والبيئية على حد سواء». ينتهي المطاف بجدالات حول التَعَرُّضِيَّة البيئية والتوزيع غير المتكافئ للموارد. وهنا تكمن الفكرة، وهي أن مجموعات معينة تصبح أكثر عرضة «لأعباء بيئية» بينما تحصل مجموعات أخرى على المزيد من «المزايا البيئية» من ناحية الموارد والخدمات البيئية.
في محاولة أخرى لفهم العلاقات البشرية البيئية، بدأت تخصصات العلوم الاجتماعية البيئية في استكشاف العلاقات بين البشر وغير البشر، وذلك لفهم كيفية تفاعل كل منهما مع الآخر داخل العالم الطبيعي. أصبحت الأفكار المتعلقة باستكشاف التفاعلات بين البشر والحيوانات داخل العالم الطبيعي بارزة في الأخلاقيات البيئية. يعرف شورمان ويميت وكوبنينا أخلاقيات البيئة بأنها «مجال فرعي للفلسفة يعالج المشاكل الأخلاقية المحيطة بالبيئة، ويقدم في بعض الحالات تبريرًا أخلاقيًا ودوافع أخلاقية لقضية حماية البيئة أو لاعتبارات رفاهية الحيوان». بلغ هذا الأمر ذروته في الجدالات المتعلقة بالقيمة البيئية والحقوق الأخلاقية، ومن يحق له نيل تلك الحقوق ضمن النظام البيئي الأكبر». تبحث الأخلاقيات البيئية في الجدلية بين الإنسان والطبيعة مستكشِفةً كيف يمكن لتكوين البشر للطبيعة أن يعيد هيكلة البشر وعلاقاتهم وظروفهم. تتضمن الأفكار المنبثقة من التساؤلات التي تسعى لدراسة هذه الجدلية مفهومي «ما بعد التآلف والتآلف». يشير مصطلح التآلف إلى الديناميكيات المجتمعية وليدة المجتمعات التي يكون للإنسان فيها اتصال يومي بالحيوانات غير الحيوانات الأليفة على عكس بشر ما بعد التآلف البعيدين تمامًا عن الحيوانات التي يستهلكونها في إشارة إلى أفكار بولييت (2005) وإيميل ونيو التي تقترح أن وجود مسافة بين مشاهدة العمليات التي تدير الحياة الحيوانية متضمنةً الولادات والوفيات أثناء استهلاكهم الحيوانات للغذاء يؤثر على الناس بشكل مختلف عما لو كانوا يتفاعلون باستمرار مع تلك الحيوانات. يذكرون أن مرحلة ما بعد التآلف قد تفضي إلى الشعور بالذنب لكن المسافة المستمرة بين الحياة الحيوانية الناتجة عن التعامل مع الحيوانات كسلعة قد تدفع الناس للتواصل معهم عن بعد فقط أو للتفكير بهم كطرود في المتاجر مُقصينهم بذلك عن دورات الحياة التي يجسدونها. وعليه مهدت العلوم البيئية الطريق أمام مفاهيم وأفكار ونماذج متعددة تختلف عن بعضها، لكن جميعها تسعى إلى الربط بين القضايا المتعلقة بالبيئة والمجالات والقضايا الأخرى في العلوم الاجتماعية.